# Ziua Mondială a Ciocolatei

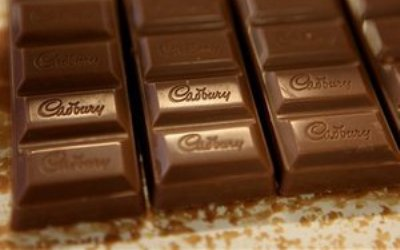
Ciocolata, un aliment apreciat și celebrat la nivel internațional.

Ziua Mondială a Ciocolatei, este denumită, în unele cazuri, drept Ziua Internațională a Ciocolatei, este o recunoaștere anuală care are loc la nivel mondial în data de 7 iulie. Referințele la Ziua Mondială a Ciocolatei au fost observate la 9 iulie și au fost înregistrate încă din 2009. Sărbătoarea zilei include consumul de ciocolată. Unele referiri indică faptul că această zi sărbătorește introducerea ciocolatei în Europa în 1550.
Există multe alte celebrări pentru ciocolată, cum ar fi Ziua Națională a Ciocolatei în Statele Unite, pe 28 octombrie. În mod confuz, Asociația Națională a Confecționerilor din SUA enumeră 13 septembrie drept Ziua Internațională a Ciocolatei. 
Alte zile specifice având ca tematică ciocolata sunt sărbătorite în întreaga lume. Țară din Africa de Vest, Ghana, al doilea mare producător de cacao sărbătorește ziua ciocolatei pe 14 februarie. În Letonia, Ziua Mondială a Ciocolatei este sărbătorită pe 11 iulie. Alții consideră Ziua ciocolatei amare pe 10 ianuarie, Ziua ciocolatei cu lapte pe 28 iulie, Ziua ciocolatei albe pe 22 septembrie și Ziua ciocolatei acoperită cu orice pe 16 decembrie. 